# ファインド・マカロフ:オペレーション・キングフィッシュ
『ファインド・マカロフ：オペレーション・キングフィッシュ』（英: Find Makarov: Operation Kingfish ）は『コール オブ デューティ モダン・ウォーフェア2』（MW2）の前日譚となる2011年の短編映画。公式ファンイベント「Call of Duty XP」で最初に紹介されたこの映画はWe Can Pretendが制作し、ビジュアルエフェクトはVFX企業The Junctionが担当した。本作はアクティビジョンに支持された。
最初の映画「Find Makarov」は非公式のファンメイド映画だった。この動画はファンだけでなくアクティビジョンからも高く評価された。アクティビジョンはWe Can Pretendにこの映画に関して連絡を取り、「Find Makarov: Operation Kingfish」の制作を支援した。
この映画は「Endgame」ミッションでの敵シェパード将軍のスピーチに密接に従っている。本作の主役となるタスクフォース141とデルタフォースの部隊が未特定の重要ターゲットであるコードネーム「キングフィッシュ」（後にウラジミール・マカロフ（Vladimir Makarov）と明かされる）の捜索任務でウクライナの施設を襲撃した。映画では部隊がプライス大尉を置き去りにするシーンが描かれるが、これがMW2でプライスがシベリアの強制収容所に収監されていた原因となっている。

## プロット
映画はジョン・「ソープ」・マクタビッシュがテーブルに座りSTANAG マガジンを装填しているシーンから始まり、部屋の角に立っていたシェパードがソープに「初めから始めろ」と求めた。その後シーンは切り替わり、ウクライナのクルコノシェ山脈（現実では山脈はチェコとポーランドの両国に位置している）の森林の中をソープ、プライス大尉、ゴースト、ローチ及び他のタスクフォース141の隊員が歩いている光景が映される。デルタフォース隊員のサンドマンとフロストは丘の上からバレットM82でセーフハウスを守っているロシア兵数名を射殺した。交戦許可を求めた後、オーバーロードは作戦を実行し、デルタは敵兵の排除を始めた。友軍のAC-130（コールサイン：スペクター6-4）はバラックの外の大平原に押し寄せるロシア軍に対して爆撃を行った。
スペクターがタスクフォースへの道を開いた後、ソープのチームはセーフハウスに入り、内部にいた残存兵士を全員殺害した。ローチは壁に突破用の爆弾を設置し、ゴーストが最初に部屋に入り内部にいた兵士を殺害した。 チームは敵を掃討した後、複数枚の空港の写真（後のザカエフ国際空港での虐殺の示唆）やブラボーシックス部隊の写真が壁に貼られていた部屋へと入った。 ソープとプライスはブラボーシックスの写真の一部のメンバーの顔に処刑されたことを示唆するバツ印がつけられていることを見つけた。彼らはその後C4の起爆装置のビープ音を聞き爆発で死ぬ前に部屋を脱出した。
タスクフォースは脱出用のV-22オスプレイへと走り、スペクター6-4は脱出支援の為に援護射撃を行った。しかし、敵がスペクターへ向けてRPGを発射し同機を破壊したことでタスクフォースのメンバーだけで敵を対処することになった。更に別のRPGが発射されソープの近くに着弾・爆発したことで彼は倒れ出血し意識が朦朧状態になった。サンドマンとローチはソープをオスプレイへと引きずっていき、フロストは急いで避難する隊員を援護した。プライスはその後援護射撃をしつつタスクフォースの残りのメンバーに彼を置いて離れるよう命じた。しかしソープは彼を置いていくのを拒否した。オーバーロードはオスプレイのパイロットにすぐに離陸するよう命じたが、サンドマンはプライスを置き去りにしないよう要求しパイロットと言い争った。プライスがオスプレイに避難するよう叫んだ時、プライスは撃たれ仰向けに倒れたが何とか起き上がった。
彼は副装備のSIG Sauer P226を取り出し更に兵士を殺したが、再び撃たれ敵勢力に圧倒された。画面暗転後、シーンは現在へと戻りソープが爆発で顔に傷を負ったことが明らかになった。ソープがシェパードにキングフィッシュの正体を教えるよう求めた後、シェパードは関係書類をウラジミール・マカロフの写真と共に彼に投げ渡し、「我々は奴を捕まえる」と宣言した。ソープはその後彼のコンバットナイフを取りマカロフの写真に突き刺した所で映画は終了する。

## 制作と公開
ウェブサイトがメールで複数の血まみれのドッグタグ（それらの一つはシェパード将軍のものと思われる）を受け取った後にこのサイトは発見され、メールにはURLアドレスと上部にメッセージ「End the war（戦争を終わらせる）」 を含んでいた。
ウェブサイトの発見時に、タイマーが2011年3月2日まで時を刻んでおり、その日は「Game Developers Conference」の開催日と一致していた 。サイトの話題性や、日程の重要性、サイトのIPアドレスがロサンゼルスで登録されていたこと、『コール オブ デューティ ブラックオプス』のマーケティング手法に類似していたことで、多くの人が『コール オブ デューティ モダン・ウォーフェア3』の予告映像の公開日のタイマーである可能性を考え、サイトは大量のトラフィックを得ることになった。
しかしながら、2月26日にコール オブ デューティシリーズのパブリッシャーであるアクティビジョンはサイトとのいかなる関係も否定し、サイトは偽物であると宣言した。これは真実であること証明された。2011年3月2日に「Find Makarov」と題した動画がYouTubeにアップロードされ、findmakarov.comのウェブサイトのページにこの動画が埋めこまれていた。この公式動画は現在視聴回数が870万回を超えている。
オリジナルの短編映画はスタッフのジェフ・チャンの個人的なプロジェクトとして始まった。彼は 「私はMW2をプレイしました。…そして私は映画製作者でこのゲームが本当に好きです。主観視点の映画を見たことがなかった。もし主観視点の映画を作り、それがDoomのような不気味なものでなかったとしたら？」と語った。彼はストーリーと脚本を思いつき、それをトロントのデジタルメディア代理店の「We Can Pretend」の彼の同僚に持ち込んだ。彼らは全員が同じくCoDのファンであったので、映画を共同で制作することに合意した。 「私達は全員がこのプロジェクトに取り組むことに決めた」とチャンは語った。
最初の映画が上手く行った後、映画製作者はコールオブデューティシリーズをベースとした第二のプロジェクトの案を持ち、アクティビジョンへ電話をかけそれを提案した。フラドキンは 「彼らが最初に言ったことは私達が彼らに送った脚本についてで、オリジナルの脚本はゲームに近すぎるというものだった。私達はそれをやることができず、彼らを不快にさせてしまっていた。その後私達は利用できる要素と利用できない要素について話し合い、現在の脚本を制作した」と語った。